# مایکل تالبوت
مایکل کولمن تالبوت (به انگلیسی: Michael Coleman Talbot) (زادهٔ ۲۹ سپتامبر ۱۹۵۳ – درگذشتهٔ ۲۷ می ۱۹۹۲) نویسندهٔ آمریکایی بود.
مایکل تالبوت نویسندهٔ چند کتاب پرفروش است که موضوع محوری آنها یافتن مشابهت‌های میان رازورزی باستانی و مکانیک کوانتوم است و از یک مدل نظری برای واقعیت جانبداری می‌کند که بنابر آن، جهان مادی مشابه یک هولوگرام عظیم است. همین نظریه در مشهورترین کتاب غیر داستانی مایکل تالبوت، تحت عنوان جهان هولوگرافیک (تعلیقات شهیا) تبیین شده است. این کتاب به قلم داریوش مهرجویی به فارسی ترجمه شده است. کتاب دیگر او عرفان و فیزیک جدید نام دارد که مجتبی عبدالله نژاد آن را ترجمه کرده است. همچنین اثر دیگری از او که به فارسی توسط مریم درودیان ترجمه شده است فراسوی کوانتوم (beyond the quantum) نام دارد.